# Chiesa di San Giovanni Bosco (Torino)
La chiesa di San Giovanni Bosco è un edificio di culto cattolico nella città di Torino, progettato da Giulio Valotti. Parte dell’Istituto Internazionale Edoardo Agnelli, si trova nel quartiere Mirafiori Nord a pochi metri da Corso Unione Sovietica.

## Storia
La posa della prima pietra ha avuto luogo il 3 luglio 1938 alla presenza, tra gli altri, del cardinale Maurilio Fossati.
L'inaugurazione è avvenuta il 19 aprile 1941 alla presenza, oltre che di Fossati, del senatore Giovanni Agnelli e nipoti. Il giorno successivo, una prima Santa Messa è stata celebrata da Pietro Ricaldone; dopo questa, gli spazi sono stati benedetti dal cardinale Vincenzo Lapuma.
Il 24 novembre 1943 l’edificio è stato coinvolto nei bombardamenti di Torino.
Negli anni Settanta hanno avuto inizio i lavori di adeguamento liturgico.

## Descrizione

### Esterno
L’intero edificio è rivestito in mattoni.
La facciata presenta una considerevole arcata cieca che incornicia il portale (scolpito ligneo dagli allievi dell’Istituto salesiano Rebaudengo) ed un mosaico raffigurante Gesù buon Pastore (firmato Piero Dalle Ceste), sovrastata da una scultorea Croce cristiana. Due monofore, una a sinistra e una a destra, affiancano il prospetto.
La campana minore sul campanile è opera della Fonderia Barigozzi.

### Interno
L’interno è a navata unica longitudinale, suddivisa in quattro campate.
Il battistero, ottagonale e marmoreo, è stato disegnato dallo stesso Valotti.
Il presbiterio è a pianta quadrata e sormontato da una cupola. Fino alla fine della Seconda Guerra Mondiale, esso conteneva un altare in marmo rosa che a sua volta esponeva un grande quadro raffigurante san Giovanni Bosco dipinto da Paolo Giovanni Crida. L’opera venne poi sostituita con l’attuale, appositamente realizzata dallo scultore Edoardo Rubino, consistente in un grandioso altare con sculture marmoree (sempre su don Bosco, però più glorificante); l’inaugurazione avvenne il 24 ottobre del 1954 alla presenza di Renato Ziggiotti e della famiglia Agnelli.
L’organo a canne è opera della Carlo II Vegezzi Bossi, che lo fabbricò nel 1962; precedentemente situato nella cappella dell’Istituto Arti e Mestieri (in Cenisia), è stato spostato nella chiesa tra il 2011 e il 2012.